# USS Fargo (CL-106)
USS Fargo (CL-106), tên được đặt theo thành phố Fargo thuộc tiểu bang North Dakota, là chiếc dẫn đầu của lớp tàu tuần dương hạng nhẹ mang tên nó của Hải quân Hoa Kỳ, mà hầu hết bị hủy bỏ do Chiến tranh Thế giới thứ hai kết thúc. Lớp Fargo là một phiên bản cải biến dựa trên thiết kế của lớp Cleveland dẫn trước, với khác biệt chủ yếu là một cấu trúc thượng tầng hình tháp gọn gàng hơn với một ống khói hợp nhất, dự định sẽ cải thiện góc bắn của dàn vũ khí phòng không.
Fargo được hạ thủy vào ngày 25 tháng 2 năm 1945 tại xưởng tàu của hãng New York Shipbuilding Corporation ở Camden, New Jersey; nó được đỡ đầu bởi Bà F. O. Olsen, và được đưa ra hoạt động vào ngày 9 tháng 12 năm 1945 dưới quyền chỉ huy của hạm trưởng, Đại tá Hải quân Wyatt Craig.

## Lịch sử hoạt động
Fargo khởi hành từ Philadelphia vào ngày 15 tháng 4 năm 1946 có sự hiện diện của Phó đô đốc Bernard H. Bieri trên tàu cho một chuyến viếng thăm hữu nghị đến Bermuda, Trinidad, Recife, Rio de Janeiro và Montevideo; rồi lên đường vào ngày 31 tháng 5 đi sang Địa Trung Hải. Trong lượt hoạt động này, chiếc tàu tuần dương đã viếng thăm một loạt các cảng tại Thổ Nhĩ Kỳ, Liban, Hy Lạp, Ý và Pháp cũng như tại Bắc Phi, và đã đại diện cho quyền lợi của Hoa Kỳ tại Trieste, khi thành phố này đang chịu một tình trạng căng thẳng do mâu thuẫn giữa Ý và Nam Tư.
Quay trở lại thành phố New York vào ngày 2 tháng 3 năm 1947, Fargo một lần nữa khởi hành đi Địa Trung Hải vào ngày 20 tháng 5, và trong lượt bố trí này đã phục vụ một tháng như là soái hạm của Tư lệnh Lực lượng Hải quân Địa Trung Hải. Quay trở về Newport vào ngày 13 tháng 9, nó chuẩn bị cho những đợt tập trận kéo dài của Hạm đội Đại Tây Dương trong tháng 9 và tháng 10 tại khu vực giữa Bermuda và Newfoundland, có sự hiện diện của Phó đô đốc Arthur W. Radford, Tư lệnh Đệ Nhị hạm đội trên tàu.
Trong hai năm phục vụ còn lại, Fargo hoàn tất thêm hai lượt hoạt động khác tại Địa Trung Hải và đã hai lần tham gia các cuộc tập trận quy mô lớn tại vùng biển Carribe. Nó được cho ngừng hoạt động và đưa về lực lượng dự bị vào ngày 14 tháng 2 năm 1950, được cho neo đậu cùng Hạm đội Dự bị tại Bayonne, New Jersey. Fargo được cho rút khỏi danh sách Đăng bạ Hải quân vào ngày 1 tháng 3 năm 1970, rồi được bán cho hãng Union Minerals and Alloys Corporation tại Kearney, New Jersey vào ngày 18 tháng 8 năm 1971 để tháo dỡ.
Một mô hình lớn của Fargo được trưng bày tại chi nhánh chính của Thư viện Công cộng Fargo trong nhiều năm; mô hình này hiện đang đặt tại Bảo tàng Hàng không Fargo.

## Phần thưởng[1]
|  |  |  |

| Huân chương Chiến dịch Hoa Kỳ | Huân chương Chiến thắng Thế Chiến II | Huân chương Phục vụ Chiếm đóng Hải quân |